# オリエンタルエクスプレス
オリエンタルエクスプレス（奔騰、Oriental Express）はアイルランドで生まれ、イギリスと香港で調教を受けた競走馬。

## 略歴
2 - 3歳時はデザートボーイ (Desert Boy) の馬名でイギリスとフランスで走り、8戦1勝の成績だった。フランスG2・ユジェーヌアダム賞で1位入線したことがあるが、進路妨害による3着降着となったため、重賞競走では勝利していない。
クラシック戦線には唯一セントレジャーステークスに出走したが、1着シャントゥーから大きく離された最下位11着に完敗した。
その後、13万ポンド（約3000万円）で香港・中國國際信托投資公司の会長であるラリー・ヤンにトレードされた本馬は香港に移籍してオリエンタルエクスプレスに改名し、香港ダービー・クイーンエリザベス2世カップ・香港チャンピオンズ&チャッターカップを制すなどの活躍を見せ、通算56戦8勝の成績を残した。
1998年と1999年には日本の安田記念にも出走し、最初の遠征時には単勝8番人気ながらもタイキシャトルの2着に粘り込む好成績を収めた。

## 年度別成績
競走格付けについて香港・JRAと付してあるものはローカル格付け、それ以外は国際格付け。
- 1995年（2戦1勝）
- 1996年（6戦0勝）
  - 2着 キングエドワード7世ステークス（G2）
  - 3着 ユジェーヌアダム賞 (G3) 1位入線も降着

（この年をもって香港へ移籍）
- 1996/1997年（4戦2勝）
  - 1着 香港ダービー（香港G1）
- 1997/1998年（8戦2勝）
  - 1着 クイーンエリザベス2世カップ（香港G1）、チェアマンズプライズ（香港G1）
  - 2着 香港国際カップ (G2) 、安田記念 (JRAGI)
- 1998/1999年（11戦2勝）
  - 1着 香港チャンピオンズ&チャッターカップ（香港G1）
- 1999/2000年（10戦0勝）
  - 2着 香港ゴールドカップ（香港G1）
- 2000/2001年（10戦1勝）
  - 1着 香港チャンピオンズ&チャッターカップ（香港G1）
- 2001/2002年（5戦0勝）

## 血統表
| オリエンタルエクスプレスの血統（ノーザンダンサー系 / Petition 5×4=9.38%、Nasrullah 5×5=6.25%） | オリエンタルエクスプレスの血統（ノーザンダンサー系 / Petition 5×4=9.38%、Nasrullah 5×5=6.25%） | オリエンタルエクスプレスの血統（ノーザンダンサー系 / Petition 5×4=9.38%、Nasrullah 5×5=6.25%） | （血統表の出典）     | （血統表の出典） |
| 父 Green Desert 1983 鹿毛 カナダ                                                               | 父の父Danzig 1977 鹿毛 アメリカ                                                                | Northern Dancer                                                                                | Nearctic             | Nearctic         |
| 父 Green Desert 1983 鹿毛 カナダ                                                               | 父の父Danzig 1977 鹿毛 アメリカ                                                                | Northern Dancer                                                                                | Natalma              |                  |
| 父 Green Desert 1983 鹿毛 カナダ                                                               | 父の父Danzig 1977 鹿毛 アメリカ                                                                | Pas de Nom                                                                                     | Admiral Voyage       | Admiral Voyage   |
| 父 Green Desert 1983 鹿毛 カナダ                                                               | 父の父Danzig 1977 鹿毛 アメリカ                                                                | Pas de Nom                                                                                     | Petitioner           |                  |
| 父 Green Desert 1983 鹿毛 カナダ                                                               | 父の母Foreign Courier 1979 鹿毛 アメリカ                                                       | Sir Ivor                                                                                       | Sir Gaylord          | Sir Gaylord      |
| 父 Green Desert 1983 鹿毛 カナダ                                                               | 父の母Foreign Courier 1979 鹿毛 アメリカ                                                       | Sir Ivor                                                                                       | Attica               |                  |
| 父 Green Desert 1983 鹿毛 カナダ                                                               | 父の母Foreign Courier 1979 鹿毛 アメリカ                                                       | Courtly Dee                                                                                    | Never Bend           | Never Bend       |
| 父 Green Desert 1983 鹿毛 カナダ                                                               | 父の母Foreign Courier 1979 鹿毛 アメリカ                                                       | Courtly Dee                                                                                    | Tulle                |                  |
| 母 City Fortress 1983 芦毛 イギリス                                                            | 母の父Troy 1976 鹿毛 アイルランド                                                              | Petingo                                                                                        | Petition             | Petition         |
| 母 City Fortress 1983 芦毛 イギリス                                                            | 母の父Troy 1976 鹿毛 アイルランド                                                              | Petingo                                                                                        | Alcazar              |                  |
| 母 City Fortress 1983 芦毛 イギリス                                                            | 母の父Troy 1976 鹿毛 アイルランド                                                              | La Milo                                                                                        | Hornbeam             | Hornbeam         |
| 母 City Fortress 1983 芦毛 イギリス                                                            | 母の父Troy 1976 鹿毛 アイルランド                                                              | La Milo                                                                                        | Pin Prick            |                  |
| 母 City Fortress 1983 芦毛 イギリス                                                            | 母の母Queen's Castle 1969 芦毛 アイルランド                                                    | Sovereign Path                                                                                 | Grey Sovereign       | Grey Sovereign   |
| 母 City Fortress 1983 芦毛 イギリス                                                            | 母の母Queen's Castle 1969 芦毛 アイルランド                                                    | Sovereign Path                                                                                 | Mountain Path        |                  |
| 母 City Fortress 1983 芦毛 イギリス                                                            | 母の母Queen's Castle 1969 芦毛 アイルランド                                                    | Country House                                                                                  | Vieux Manoir         | Vieux Manoir     |
| 母 City Fortress 1983 芦毛 イギリス                                                            | 母の母Queen's Castle 1969 芦毛 アイルランド                                                    | Country House                                                                                  | Miss Coventry F-No.5 |                  |